# Kapten Fracasse
Kapten Fracasse (franska: Le capitaine Fracasse) är en äventyrsroman av den franske författaren Théophile Gautier, utgiven 1861–1863. Den utspelar sig under Ludvig XIII:s regeringstid på 1600-talet och handlar om en fattig adelsman som ansluter sig till ett resande teatersällskap efter att ha förälskat sig i en skådespelerska. Boken gavs ut på svenska 1878. Den har varit förlaga till en rad teaterföreställningar, filmer och TV-serier.

## Bearbetningar i urval
- Le Capitaine Fracasse (1878), teaterpjäs av Catulle Mendès
- Le Capitaine Fracasse (1896), teaterpjäs av Émile Bergerat
- Le Capitaine Fracasse (1929), film i regi av Alberto Cavalcanti och Henry Wulschleger
- Le Capitaine Fracasse (1943), film i regi av Abel Gance
- Le Capitaine Fracasse (1961), film i regi av Pierre Gaspard-Huit
- Il viaggio di Capitan Fracassa (1990), film i regi av Ettore Scola